# باتريشيا غويغارو
باتريشيا غويغارو (بالإسبانية: Patri Guijarro)‏ هي لاعبة كرة قدم إسبانية، ولدت في 17 مايو 1998 في مدينة ميورقة في إسبانيا. لعبت مع نادي برشلونة لكرة القدم للسيدات ونادي برشلونة.

## وصلات خارجية
- باتريشيا غويغارو على موقع الاتحاد الدولي (مؤرشف)  (الإنجليزية)
- باتريشيا غويغارو على موقع الاتحاد الأوربي (الإنجليزية)
- باتريشيا غويغارو على موقع إي إس بي إن إف سي (الإنجليزية)
- باتريشيا غويغارو على موقع قاعدة بيانات كرة القدم.إي يو (الإنجليزية)
- باتريشيا غويغارو على موقع Soccerway.com (الإنجليزية)
- باتريشيا غويغارو على موقع عالم كرة القدم.نت (الإنجليزية)